# 패자부활전
패자부활전(敗者復活戰)은 일단 경기에 패해 탈락한 선수들 중 일부에게 다시 출전할 기회를 주고자 행하는 경기 시스템이다. 주로 단판 승부 형식의 토너먼트 대회에서 사용된다. 스포츠 경기 외에도 요리·연예 등 기술 공모 형식의 텔레비전 버라이어티 프로그램에서 실시되는 경우도 많다.